# Kepler-274b
Kepler-274b es un planeta extrasolar que forma parte de un sistema planetario formado por al menos dos planetas. Orbita la estrella denominada Kepler-274. Fue descubierto en el año 2014 por la sonda Kepler por medio de tránsito astronómico.